# Léo Melliet
Nicolas Cécile François Anne Célestin, dit Léo Melliet, né à Lévignac-de-Guyenne (Lot-et-Garonne) le 22 décembre 1843 et mort le 16 mars 1909 à Cadillac (Gironde), est un homme politique français.
Militant de l'Association internationale des travailleurs, il est élu de la Commune de Paris en 1871 puis s'exile hors de France. Après son amnistie en 1880, il est député radical-socialiste du Lot-et-Garonne de 1898 à 1902.

## Biographie
Ce clerc d'avoué est membre de l'Association internationale des travailleurs (AIT). Pendant le siège de Paris par les Allemands (septembre 1870-mars 1870) il est nommé maire-adjoint du XIIIe arrondissement et participe à la création du Comité central de la Garde nationale. Il est délégué au Comité central républicain des Vingt arrondissements. Il se présente vainement aux élections du 8 février 1871 à l'Assemblée nationale comme candidat socialiste-révolutionnaire.
Le 26 mars 1871, il est élu au Conseil de la Commune par le XIIIe arrondissement ; il siège à la commission de la Justice puis à celle des Relations extérieures. Il vote pour la création du Comité de Salut public, et y est élu. Puis il devient gouverneur du fort de Bicêtre et est responsable de l'arrestation des dominicains d'Arcueil. Pendant la Semaine sanglante, il organise la résistance dans le XIIe arrondissement. Il parvient à se réfugier en Belgique grâce à la complicité d'Edmond Turquet, alors député de l'Aisne. Il est condamné à mort par contumace en février 1872.
Il s'établit en Écosse en 1871. Il enseigne à Glasgow, puis à l'École normale supérieure d'Édimbourg. Il partage sa vie avec Amélie Payen, elle aussi communarde exilée et adhérente à l'AIT, section du Panthéon, ainsi que membre du Comité des républicaines avec Octavie Tardif.
Revenu en France après l'amnistie de 1880, il continue son action politique. Il siège comme député radical-socialiste de Lot-et-Garonne de 1898 à 1902.
Sa vie a fait l'objet d'une biographie en 2019.

### Notices biographiques
- Jules Clère, Les hommes de la Commune : Biographie complète de tous ses membres, Paris, Libraire-éditeur É. Dentu, 1871, xiv-195, 1 vol. in-18 (OCLC 457798492, lire en ligne sur Gallica), p. 113-115
  - Jules Clère, Les hommes de la Commune : Biographie complète de tous ses membres, Paris, Libraire-éditeur É. Dentu, 1871, 4e éd. (1re éd. 1871), vi-215, 1 vol. in-18 (lire en ligne sur Gallica), p. 127-130
- Paul Delion, Les membres de la Commune et du Comité central, Paris, A. Lemerre éditeur, août 1871, 446 p. (lire en ligne sur Gallica), p. 140-144
- « Léo Melliet », dans le Dictionnaire des parlementaires français (1889-1940), sous la direction de Jean Jolly, PUF, 1960 [détail de l’édition]
- Bernard Noël, Dictionnaire de la Commune, Coaraze, L'Amourier éditions, coll. « Bio », avril 2021 (1re éd. 1971), 799 p. (ISBN 978-2-36418-060-4, ISSN 2259-6976, présentation en ligne), p. 533-535
- « Notice Meilliet Léo [Meilliet Léon, Nicolas, Cécile, François, Anne, Célestine, dit Melliet Léo et Melliet Léon ou Léo Meillet] », sur maitron.fr, Le Maitron, dictionnaire bibliographique du mouvement ouvrier et du mouvement social, Association Les Amis du Maitron (consulté le 17 août 2021)